# Сату-Маре (жудец)
Жуде́ц Са́ту-Ма́ре (рум. Judeţul Satu Mare «Жудэ́цуль Са́ту-Ма́рэ»; венг. Szatmár megye)— румынский жудец в регионе Трансильвания.

## География
Площадь жудеца составляет 4418 км². Север региона занимают Восточные Карпаты (около 17 % от площади), оставшаяся часть занята холмами (20 %) и равнинами. Жудец пересекают реки Сомеш, Красна и Тур.

## Население
Национальный состав:
- Румыны – 55,22 %
- Венгры – 33,77 %
- Славяне – 7,5 %
- Цыгане – 3,0 %
- Немцы – 1,2 %

Проживают также Молдаване, Испанцы, Албанцы, Греки, Армяне, Турки, а также иностранцы, переселенцы и беженцы из азиатских, африканских и американских стран третьего и четвёртого мира.
Динамика численности населения:
- 1948 – 312 672 чел.
- 1966 – 359 393 чел.
- 1977 – 393 840 чел.
- 1992 – 400 789 чел.
- 2002 – 367 281 чел.
- 2007 – 366 270 чел.

## Административное деление
В жудеце находятся 2 муниципия, 4 города и 59 коммун.

### Муниципии
- Карей
- Сату-Маре

### Города
- Ардуд
- Ливада
- Негрешти-Оаш
- Тэшнад

### Коммуны
| - - Агриш - Акыш - Андрид - Апа - Белтиуг - Бервени - Биксад - Богданд - Ботиз - Бырсэу | - - Бэтарч - Валя-Вунулуй - Вама - Ветиш - Вийле-Сату-Маре - Герца-Микэ - Доба - Доролц - Крайдоролц - Кручишор | - - Кулчу - Кэлинешти-Оаш - Кэлпени - Кэмин - Кэмэрзана - Кэуаш - Лазури - Медьешу-Аурит - Микула - Мофтин | - - Одореу - Орашу-Ноу - Петрешти - Пир - Пишколт - Поми - Порумбешти - Пэулешти - Ракша - Санислэу | - - Сантэу - Соконд - Супур - Сэкэшени - Сэука - Тарна-Маре - Теребешти - Тирям - Турулунг - Турц | - - Тыршолц - Урзичени - Фоени - Халмеу - Ходод - Хомороаде - Чертезе - Чехал - Чумешти |  |

## Экономика
Основные виды промышленности включают пищевую, лесную; производство механических компонентов, мебели. Регион имеет выгодное экономическое положение ввиду границ с Украиной и Венгрией.